# Gustaw Rzeźniewski
Gustaw Rzeźniewski (ur. 28 sierpnia 1836 w Gułtowach, zm. 20 czerwca 1883 w Krakowie) – ksiądz kościoła katolickiego, polski działacz patriotyczny.

## Życiorys
Syn Kazimierza i Antoniny z Broniewskich. Uczył się w gimnazjum w Trzemesznie i Poznaniu. W 1856 po zdaniu matury wstąpił do seminarium w Poznaniu.
Święcenia przyjął w 1860 roku, następnie pracował na parafiach w Pszczewie, Siedlcu, Siekierkach Wielkich i Jarocinie.

## Działalność społeczna
W 1870 wraz z grupą duchownych i arcybiskupem Mieczysławem Ledóchowskim odbył pielgrzymkę do Rzymu i uczestniczył w I soborze watykańskim. Od tego momentu stał się bliskim współpracownikiem arcybiskupa i w 1872 został przez niego mianowany na dziekana nowomiejskiego.
Szczególnie zasłynął postawą podczas kulturkampfu. W należącej do zarządzanego przez niego dekanatu parafii w Książu władze pruskie z pominięciem władz kościelnych mianowały na urząd proboszcza ks. Michała Kubeczaka. Wprowadzenie przez władze Kubeczaka siłą na probostwo doprowadziło do burzliwych zajść, które zakończyły się nałożeniem na nowego proboszcza ekskomuniki. W odpowiedzi władze pruskie skazały Rzeźniewskiego na grzywnę w wysokości 200 talarów (za brak wydania ksiąg i kasy kościelnej). Po odmowie zapłaty został aresztowany 4 listopada 1874 i osadzony w Pleszewie. Z więzienia został zwolniony 2 grudnia 1874 i powrócił do Jarocina. Nie zakończyło to jednak represji: już 9 grudnia 1874 sąd w Śremie skazał go za bezprawne rzucenie klątwy oraz działalność kapłańską w parafii Włościejewki. Aresztowano go 14 grudnia 1874 i deportowano do Żmigrodu z zakazem powrotu na teren Wielkopolski.
Zamieszkał w Ruszczy pod Krakowem. Przez trzy kolejne lata potajemnie wyjeżdżał do Jarocina, by dalej kierować powierzoną mu parafią. Dzięki staraniom kardynała Ledóchowskiego został mianowany przez Piusa IX prałatem. Od 1879 był kapelanem wizytek w Krakowie z nadania biskupa krakowskiego Albina Dunajewskiego.
Zmarł 20 czerwca 1883 i został pochowany na cmentarzu Rakowickim w Krakowie.